# 乔纳森·莱文

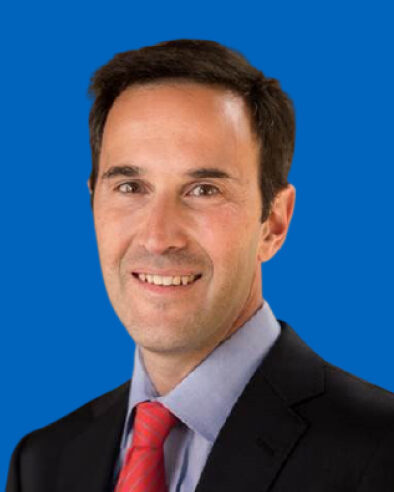
乔纳森·莱文

乔纳森·莱文（英語：Jonathan Levin，1972年11月17日—），美国经济学家，任教于史丹佛大学。自2024年8月起擔任史丹佛大學第13任校長。曾於2016年至2024年擔任史丹佛大學商學院第10任院長他在2011年获 约翰·贝茨·克拉克奖。。
乔纳森·莱文是耶鲁大学校长理查德·查尔斯·莱文的儿子。

## 链接
- Website at Stanford University（页面存档备份，存于）
- Information（页面存档备份，存于） at IDEAS/RePEc